# Liste der Kulturgüter im Kanton Thurgau
Die Liste der Kulturgüter im Kanton Thurgau bietet eine Übersicht zu Verzeichnissen von Objekten unter Kulturgüterschutz in den 80 Gemeinden des Kantons Thurgau. Die Verzeichnisse enthalten Kulturgüter von nationaler, regionaler und lokaler Bedeutung.
Auf kantonaler Ebene sind über 35'000 Bauten vom Denkmalschutz Thurgau klassifiziert worden, wobei über 500 als "besonders wertvoll" und über 6500 als "wertvoll" eingestuft wurden. Von diesen Objekten sind 836 auf Bundesebene als Objekte von nationaler oder regionaler Bedeutung (A oder B Objekte; 78 Einzelbauten sind als Kategorie A eingetragen) klassifiziert. Weiterhin sind Thurgauer Kulturgüter in einer Serie von bisher 9 Bänden erfasst, welche frei zugänglich sind übers Internet.

## Geordnet nach Gemeinden in alphabetischer Reihenfolge
- Aadorf
- Affeltrangen
- Altnau
- Amlikon-Bissegg
- Amriswil
- Arbon
- Basadingen-Schlattingen
- Berg
- Berlingen
- Bettwiesen
- Bichelsee-Balterswil
- Birwinken
- Bischofszell
- Bottighofen *
- Braunau
- Bürglen
- Bussnang
- Diessenhofen
- Dozwil
- Egnach
- Erlen
- Ermatingen
- Eschenz
- Eschlikon
- Felben-Wellhausen
- Fischingen
- Frauenfeld
- Gachnang
- Gottlieben
- Güttingen
- Hauptwil-Gottshaus
- Hefenhofen
- Herdern
- Hohentannen
- Homburg
- Horn
- Hüttlingen
- Hüttwilen
- Kemmental
- Kesswil
- Kradolf-Schönenberg
- Kreuzlingen
- Langrickenbach
- Lengwil
- Lommis
- Mammern
- Märstetten
- Matzingen *
- Müllheim
- Münchwilen
- Münsterlingen
- Neunforn
- Pfyn
- Raperswilen
- Rickenbach *
- Roggwil
- Romanshorn
- Salenstein
- Salmsach *
- Schlatt
- Schönholzerswilen
- Sirnach
- Sommeri
- Steckborn
- Stettfurt
- Sulgen
- Tägerwilen
- Thundorf
- Tobel-Tägerschen
- Uesslingen-Buch
- Uttwil
- Wagenhausen
- Wäldi
- Wängi
- Warth-Weiningen
- Weinfelden
- Wigoltingen
- Wilen *
- Wuppenau
- Zihlschlacht-Sitterdorf

* Diese Gemeinde besitzt keine Objekte der Kategorien A oder B, kann aber (zzt. nicht dokumentierte) C-Objekte besitzen.